# Équipe cycliste Liv Racing-Teqfind
Ne doit pas être confondu avec Équipe cycliste CCC, Équipe cycliste CCC Development ou Équipe cycliste Lares-Waowdeals Women.
L'équipe cycliste Liv Racing est une équipe cycliste féminine basée aux Pays-Bas. Durant son existence, entre 2005 et 2023, elle est dirigée par Jeroen Blijlevens. L'équipe a terminé numéro un du classement mondial en 2011, 2012 et 2014. En coupe du monde, l'équipe a gagné au niveau individuel six fois : cinq par l'intermédiaire de Marianne Vos et une par celui d'Annemiek van Vleuten. Au niveau collectif, l'équipe a fini quatre fois à la première place de cette compétition. Aux championnats du monde, Marianne Vos a gagné deux fois, en 2006 et 2012, tandis que Pauline Ferrand-Prévot a remporté le titre en 2014.
L'équipe disparait à l'issue de la saison 2023 et une partie de la structure rejoint la formation australienne Jayco AlUla pour former l'équipe Liv-AlUla-Jayco.

## Histoire de l'équipe

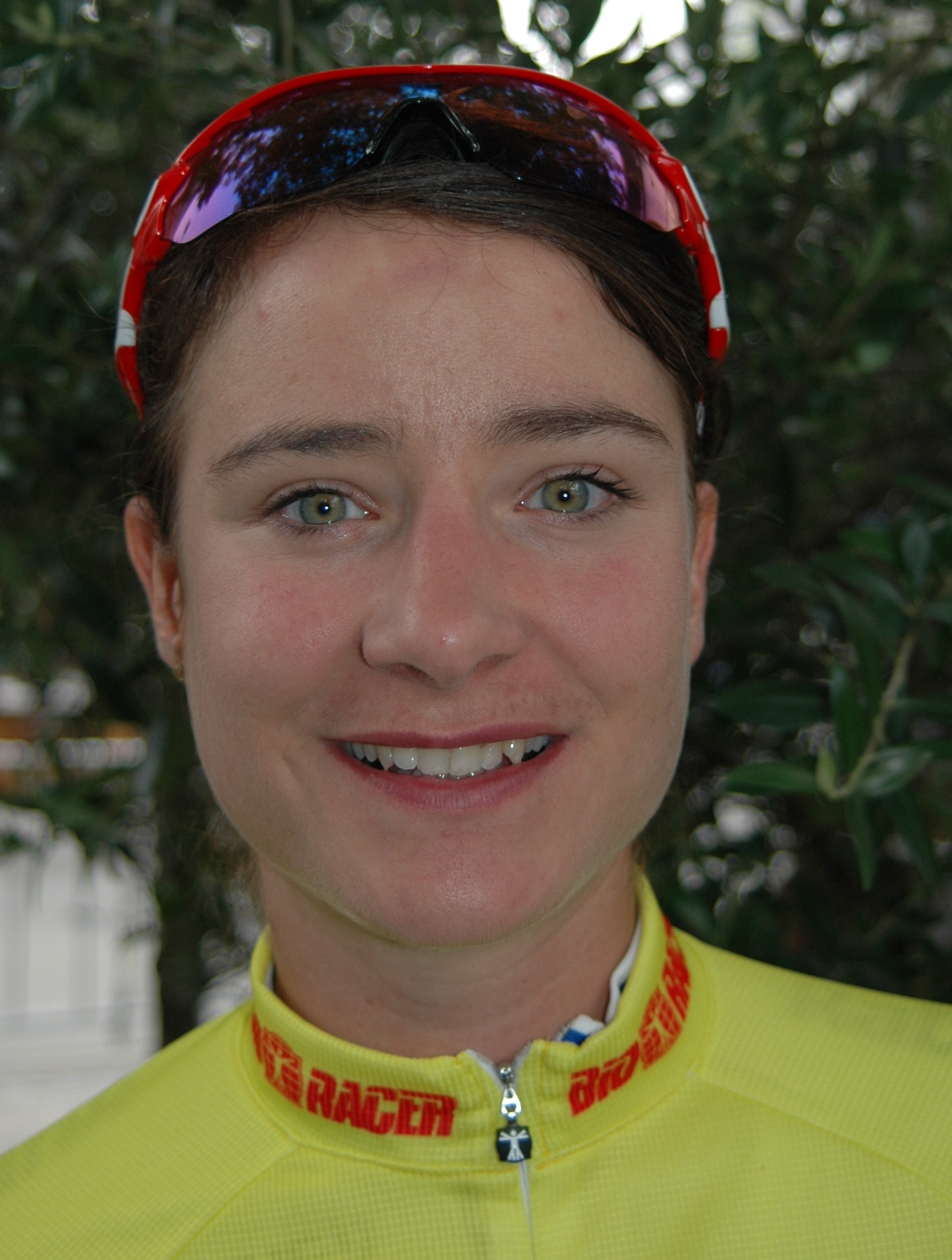
Marianne Vos est la leader de l'équipe de 2007 à 2020

En 2009, l'équipe Nederland Bloeit fusionne avec l'équipe Vrienden Van Het Platteland.

### Saison 2012
En 2012, la société Rabobank, partenaire principal de l'équipe masculine néerlandaise et de l'Union royale néerlandaise de cyclisme depuis 1996, commence à parrainer l'équipe. Sa colonne vertébrale reste la même : le directeur général est Jeroen Blijlevens, les leaders de l'équipe Marianne Vos et Annemiek van Vleuten. Par ailleurs, Sarah Düster et Liesbet de Vocht sont les deux autres coureuses conservées. Le recrutement se concentre sur de jeunes talents tels Lauren Kitchen, Thalita de Jong ou Pauline Ferrand-Prévot,,.
Marianne Vos remporte au sprint le Tour de Drenthe, la première manche de la Coupe du monde. Elle gagne ensuite le Trophée Alfredo Binda en solitaire. Malade en avril, elle ne prend ni le départ du Tour des Flandres ni celui de la Flèche wallonne. Annemiek van Vleuten gagne le prix de la ville de Roulers puis deux des trois étapes du Festival Luxembourgeois du cyclisme féminin Elsy Jacobs où elle se classe deuxième du classement général derrière Marianne Vos. Iris Slappendel lève les bras au GP Comune di Cornaredo, tandis que Liesbet de Vocht fait de même à Knokke-Heist – Bredene et Gooik-Geraardsbergen-Gooik. Annemiek van Vleuten s'adjuge ensuite le Parkhotel Valkenburg Hills Classic et le 7-Dorpenomloop Aalburg. Elle gagne encore la quatrième étape de l'Emakumeen Euskal Bira. Elle en est troisième du classement général. Iris Slappendel est la plus rapide du prologue du Rabo Ster Zeeuwsche Eilanden. Lors des championnats nationaux, Pauline Ferrand-Prévot s'empare du maillot de championne de France contre-la-montre, tandis que Marianne Vos et Annemiek van Vleuten domine les championnats des Pays-Bas, la deuxième prenant le titre.
Au Tour d'Italie, Marianne Vos gagne cinq des neuf étapes ainsi que le classement général. Elle remporte deux des quatre étapes du Tour du Limousin en vue des Jeux olympiques de Londres. Elle s'y adjuge la médaille d'or sur route. Elle enchaîne avec le Grand Prix de Plouay qu'elle gagne pour la première fois. Annemiek van Vleuten s'impose sur le prologue du Tour de Toscane. Pendant ce temps là, Marianne Vos ajoute deux étapes de l'Holland Ladies Tour et son classement général à son palmarès. Les championnats du monde ont lieu à Fauquemont, aux Pays-Bas, et se conclut en haut du Cauberg. Marianne Vos se montre la plus rapide et réalise ainsi le doublé Jeux olympiques et championnats du monde.
Au moment du bilan, la formation est numéro un au classement UCI et à celui de la Coupe du monde. Marianne Vos domine également ces deux classements.
Le 19 octobre 2012, à la suite de révélation sur les pratiques de dopage au sein de l'équipe masculine durant les années 1990 et 2000, Rabobank annonce arrêter de sponsoriser l'équipe en fin d'année 2012, avant de revenir sur sa décision en décembre pour la seule équipe féminine,. Koos Moerenhout, assisté par Ruud Verhagen, remplace Blijlevens à la direction de l'équipe.

### Saison 2013
Durant l'hiver, Sanne van Paassen remporte la manche de Coupe du monde de cyclo-cross de Tabor.Marianne Vos reprend sa saison dans la discipline plus tard et gagne les trois dernières manches de la Coupe du monde. Elle s'impose aussi à Hamme-Zogge dans le cadre du Superprestige. Elle enchaîne avec une cinquième victoire de rang sur les championnats du monde.
L'effectif évolue peu : Lucinda Brand, Megan Guarnier, et Katarzyna Niewiadoma, ainsi que la spécialiste du VTT Jolanda Neff rejoignent l'équipe tandis que Tatiana Antoshina et Lauren Kitchen la quitte. Sarah Düster prend sa retraite. La première victoire de la saison est acquise sur le Drentse 8 van Dwingeloo par Marianne Vos au sprint devant Giorgia Bronzini. Deux jours plus tard, sur le Tour de Drenthe, c'est Ellen van Dijk qui fait les frais de la pointe de vitesse de Marianne Vos. Elle connait moins de succès sur le Trofeo Alfredo Binda, où elle doit se contenter d'une sixième place. Le Tour des Flandres manque encore à son palmarès. Elle comble cette lacune en devançant au sprint Ellen van Dijk, Emma Johansson et Elisa Longo Borghini. Elle remporte ensuite la Flèche wallonne pour la cinquième fois. Comme l'année précédente, l'équipe domine le Festival Luxembourgeois du cyclisme féminin Elsy Jacobs avec deux victoires d'étapes pour Annemiek van Vleuten. Sur le 7-Dorpenomloop Aalburg, Marianne Vos devance Liesbet de Vocht. La Néerlandaise gagne encore à Durango devant Emma Johansson la semaine suivante. Toutefois sur l'Emakumeen Euskal Bira qui suit c'est la Suédoise qui prend le dessus, ne laissant que la première étape à Marianne Vos.
Sur les championnats nationaux, Pauline-Ferrand Prévot gagne le contre-la-montre. Liesbet de Vocht réalise le doublé course en ligne et contre-la-montre. Enfin, Lucinda Brand décroche le maillot de championne des Pays-Bas. Sur le Tour d'Italie, Marianne Vos remporte trois étapes, mais ne peut rivaliser dans les montagnes avec Mara Abbott qui fait la différence sur les pentes du Stelvio. La Néerlandaise est sixième du classement général. À l'Open de Suède Vårgårda, elle s'impose au sprint devant Emma Johansson. Au Trophée d'Or, l'équipe domine l'épreuve. Annemiek van Vleuten gagne la dernière étape. Marianne Vos en remporte trois en plus du classement général. Enfin, Lucinda Brand est troisième du classement final. Marianne Vos réitère sa victoire de l'année précédente au Grand Prix de Plouay. Elle participe ensuite au Tour de Toscane en vue des championnats du monde. Elle s'adjuge trois des quatre étapes avant de se retirer de la course pour protester contre le manque de sécurité sur l'épreuve. Aux championnats du monde sur route, Marianne Vos survole l'épreuve bien aidée par Anna van der Breggen.
Comme l'année précédente, la formation Rabo Liv Women et Marianne Vos remportent respectivement les classements par équipes et individuel de la Coupe du monde. Par contre, au classement UCI, l'équipe Orica-AIS devance la Rabo Liv Women pour seulement 50 points. Sa leader, Emma Johansson, prend également la première place mondiale à Marianne Vos pour 90 points.

### Saison 2014

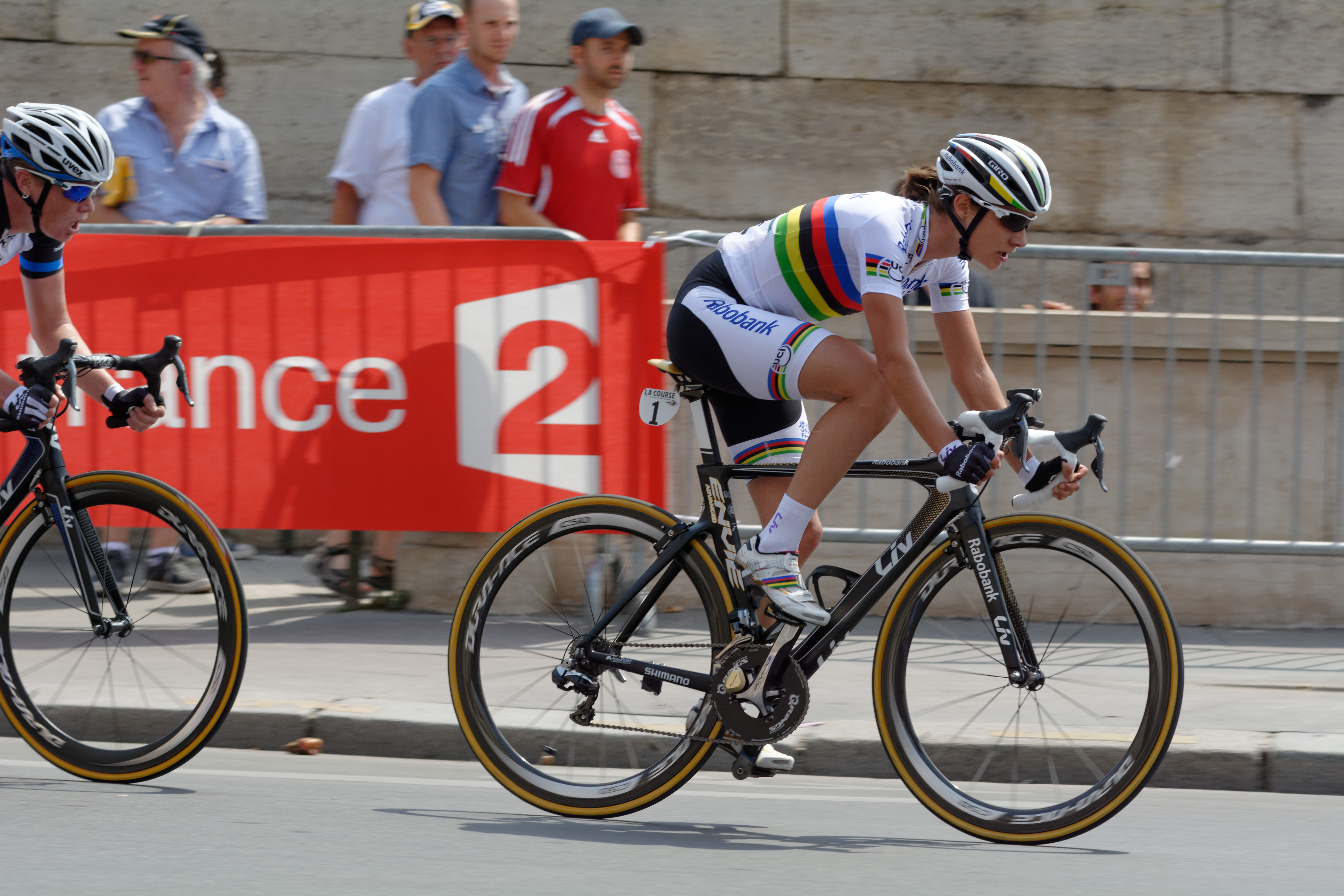
Marianne Vos lors de la course by Le Tour de France

La saison de cyclo-cross permet à Marianne Vos de s'illustrer. Elle remporte deux manches de Coupe du monde, son titre national puis les championnats du monde qui ont lieu à Hoogerheide. En France, Pauline Ferrand-Prévot obtient son premier titre national dans la discipline. Marianne Vos est ensuite opérée d'un kyste qui l'a gênée durant toute la saison précédente.
Au niveau recrutement, l'arrivée de la talentueuse Néerlandaise Anna van der Breggen est un renfort considérable. La pistarde allemande Anna Knauer et la Batave Moniek Tenniglo s'ajoutent également à un effectif qui a perdu Megan Guarnier, Liesbet de Vocht et Jolanda Neff. Le début de saison est décevant avec des places dans le top 10 mais aucun podium. Au Tour de Drenthe, Anna van der Breggen s'échappe avec Lizzie Armitstead et prend ainsi la deuxième place, tandis qu'Annemiek van Vleuten est cinquième. Au Trofeo Alfredo Binda, la Néerlandaise est quatrième et Pauline Ferrant-Prévot cinquième. Lors du Tour des Flandres, l'équipe se fait surprendre par l'attaque d'Ellen van Dijk.
Lucinda Brand trouve le chemin de la victoire sur l'avant-dernière étape de l'Energiewacht Tour. Échappée, son avance lui permet également de s'imposer au classement général. Marianne Vos fait son retour sur la Flèche wallonne. En manque de jour de course, elle mène Pauline Ferrant-Prévot qui s'impose en haut du mur de Huy. Anna van der Breggen mène au bout une longue échappée sur le Dwars door de Westhoek. L'équipe participe ensuite au Festival Luxembourgeois du cyclisme féminin Elsy Jacobs, où elle fait une démonstration. Marianne Vos gagne le prologue, Anna van der Breggen la première étape, puis Vos de nouveau pour la dernière étape. Anna van der Breggen inscrit son nom au palmarès. Marianne Vos continue sur sa lancée au Women's Tour en s'adjugeant les trois dernières étapes au sprint et ainsi le classement général par le biais des bonifications. Elle gagne ensuite le 7-Dorpenomloop van Aalburg, Gooik-Geraardsbergen-Gooik et la Durango-Durango Emakumeen Saria. Au même moment Pauline Ferrand-Prévot remporte deux victoires en Coupe du monde de VTT. Sur l'Emakumeen Bira, l'équipe remporte quatre étapes par le biais de Marianne Vos et Pauline Ferrand-Prévot. Cette dernière s'impose au classement général. Au même moment, Katarzyna Niewiadoma gagne le Grand-Prix Gippingen.
Lors des championnats nationaux, Annemiek van Vleuten s'impose aux Pays-Bas sur le contre-la-montre. La course en ligne permet à Iris Slappendel de l'emporter. En France, Pauline Ferrand-Prévot s'empare du maillot sur le contre-la-montre pour deux secondes devant Audrey Cordon, puis domine la course en ligne. Au Tour d'Italie, la formation réalise un récital. Annemiek van Vleuten est la plus rapide sur le prologue.  Le lendemain, Marianne Vos s'impose devant Elisa Longo Borghini et Pauline Ferrand-Prévot, toutes trois détachées. Elle devient également le nouveau maillot rose. Annemiek van Vleuten gagne la troisième étape. Marianne Vos les quatrième et cinquième étapes au sprint. L'avant-dernière étape est montagneuse. Emma Pooley remporte l'étape, Anna van der Breggen est troisième, Pauline Ferrand-Prévot quatrième et Marianne Vos, en difficulté, concède une minute trente et n'a plus que seize secondes d'avance sur la Française. Emma Pooley récidive sur la dernière étape, cela n'empêche pas Marianne Vos de remporter le Tour d'Italie devant Pauline Ferrand-Prévot et Anna van der Breggen.
Après avoir contribué à la création de l'épreuve, Marianne Vos se montre la plus rapide au sprint sur La course by Le Tour de France. La semaine suivante, elle gagne de la même manière le Tour de Bochum, manche de Coupe du monde cette année-là. Au Tour de Norvège, Marianne Vos s'impose sur le prologue, Anna van der Breggen la première étape, puis de nouveau Marianne Vos sur la deuxième étape. Le podium est complètement occupé par la Rabo Liv Women, dans l'ordre : Anna van der Breggen, Marianne Vos et Katarzyna Niewiadoma, sur le contre-la-montre par équipes de l'Open de Suède Vårgårda, la formation se classe deuxième derrière l'équipe Specialized-Lululemon. Sur la course en ligne, Roxane Knetemann provoque l'attaque décisive à trois kilomètres de l'arrivée. Elle est cependant devancée par ses compagnons d'échappée que sont Chantal Blaak et Amy Pieters. Au Grand Prix de Plouay, Lucinda Brand profite d'une attaque surprise pour s'imposer en solitaire. Marianne Vos est deuxième devant Pauline Ferrand-Prévot,.
Les championnats du monde commencent par le contre-la-montre par équipes, où l'équipe est victime d'une chute collective qui conduit Annemiek van Vleuten et Anna van der Breggen au forfait pour les autres épreuves. Sur la course en ligne des championnats du monde, Marianne Vos suit l'attaque d'Emma Johansson dans la dernière ascension. Ce groupe de tête effectue la descente ensemble, mais ne coopère pas sur le plat. Elles sont reprises par le groupe de poursuivantes dans le dernier kilomètre. Marianne Vos lance le sprint, mais se fait remonter par Pauline Ferrand-Prévot qui s'impose,.

### Saison 2015
La principale recrue est la spécialiste du contre-la-montre australienne Shara Gillow. Iris Slappendel, Sabrina Stultiens, Sanne van Paassen et surtout la vainqueur de la Coupe du monde 2010 Annemiek van Vleuten quittent l'équipe. L'année est marquée en premier lieu par les blessures à répétition de la championne néerlandaise et leader de l'équipe Marianne Vos, qui réalise une saison blanche. La formation reste néanmoins numéro mondiale aussi bien au classement UCI, qu'en Coupe du monde. Anna van der Breggen remporte le Tour d'Italie et la Flèche wallonne. Elle termine la saison à la première place mondiale et est deuxième de la Coupe du monde. Lucinda Brand réalise également une bonne saison en devenant numéro dix mondial et en gagnant une étape à l'Energiewacht Tour et au Tour d'Italie. Pauline Ferrand-Prévot mène en parallèle sa saison en VTT et sur route. Elle est à la fois championne du monde de cyclo-cross et de cross-country. Combiné à sa victoire sur route en 2014, elle est la première à porter les trois maillots irisés simultanément. Sur route, elle gagne également une étape du Tour d'Italie. Enfin, la Polonaise Katarzyna Niewiadoma progresse significativement en remportant l'Euskal Emakumeen Bira.

### Saison 2016

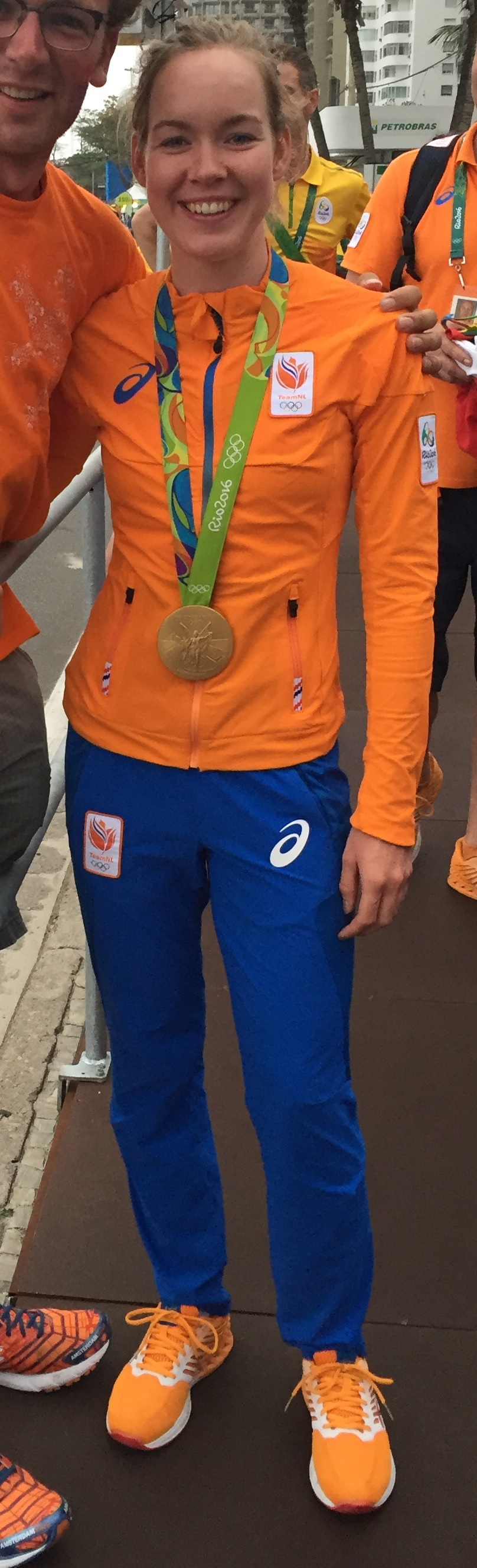
Anna van der Breggen est médaillée d'or de la course sur route et médaillée de bronze du contre-la-montre olympique

L'effectif est quasiment stable avec seulement l'arrivée de Yara Kastelijn et le départ d'Anna Knauer. Anna van der Breggen réalise une superbe saison, en s'adjugeant la Flèche wallonne et surtout le titre olympiques sur route. Elle remporte également le premier titre de championne d'Europe de cyclisme sur route élite de l'histoire et se classe troisième du Tour d'Italie. Marianne Vos, si elle n'est plus la Cannibale d'antan, dispose encore d'une très bonne pointe de vitesse. Elle gagne ainsi une étape du Tour de Californie, une au Women's Tour et trois au Tour de Thuringe. Pauline Ferrand-Prévot connait une saison marquée par les blessures et ne réalise aucun résultat significatif. Katarzyna Niewiadoma continue de s'affirmer en gagnant le Tour du Trentin, le GP Elsy Jacobs et en se classant septième et meilleure jeune du Tour d'Italie. Thalita de Jong devient championne du monde de cyclo-cross et poursuit donc la domination de la formation sur cette épreuve. Au niveau des classements mondiaux, la Rabo Liv Women est deuxième du classement UCI par équipes derrière la Boels Dolmans et troisième du classement World Tour. Au classement individuel, Anna van der Breggen est deuxième du classement UCI derrière Megan Guarnier et septième du classement World Tour.

### Saison 2017
Le départ du partenaire Rabobank conduit à un profond remaniement de l'effectif. Les deux leaders sont Marianne Vos et Katarzyna Niewiadoma. Les autres coureuses expérimentées quittent l'équipe :  Anna van der Breggen, Pauline Ferrand-Prévot, Thalita de Jong, Lucinda Brand, Shara Gillow et Roxane Knetemann. Des jeunes coureuses sont recrutées : Riejanne Markus, Lauren Kitchen, Anna Plichta, Rotem Gafinovitz et Valentina Scandolara.
Katarzyna Niewiadoma réalise une saison très régulière. Elle est deuxième des Strade Bianche puis troisième des trois épreuves de la semaine Ardennaise. Elle remporte le Women's Tour grâce à une attaque lors de la première étape, pourtant parfaitement plate. Marianne Vos commence la saison par une deuxième place lors des championnats du monde de cyclo-cross. Elle remporte ensuite neuf victoires sur route, la plupart au sprint, dont le championnat d'Europe sur route et le Tour de Norvège. Anouska Koster gagne le Tour de Belgique grâce à un numéro lors de la dernière étape. Riejanne Markus s'impose lors du Gracia Orlova et du Circuit de Borsele. Enfin Valentina Scandolara lève les bras lors de Dwars door de Westhoek. L'équipe est sixième du World Tour et Katarzyna Niewiadoma troisième du classement individuel.

### Saison 2018
Au niveau des transferts, l'équipe perd la Polonaise Katarzyna Niewiadoma. Lauren Kitchen, Anna Plichta et Moniek Tenniglo quittent également la formation. Danielle King est la principale recrue. Elle est accompagnée des Néerlandaises Monique van de Ree, Pauliena Rooijakkers et Sabrina Stultiens.
Marianne Vos est la leader de l'équipe. Elle est cinquième du Tour de Drenthe, puis troisième du Trofeo Alfredo Binda. Elle se montre ensuite plus discrète jusqu'en juin. Elle est deuxième du Women's Tour grâce aux bonifications. Elle gagne une étape du Tour d'Italie au sprint. Elle remporte le BeNe Ladies Tour, puis est deuxième de la RideLondon-Classique. Elle continue sur sa lancée en mois d'août en s'imposant sur l'Open de Suède Vårgårda, Tour de Norvège puis en se classant deuxième du Grand Prix de Plouay. Alors qu'elle mène le classement World Tour, elle décide de couper pour préparer la saison de cyclo-cross. Sabrina Stultiens démontre en 2018, qu'elle fait partie des meilleures grimpeuses du peloton. Elle est septième de la Flèche wallonne et sixième à Liège-Bastogne-Liège. Elle gagne une étape de l'Emakumeen Euskal Bira. Danielle Rowe est troisième du Women's Tour. Riejanne Markus se glisse dans la bonne échappée à l'Amstel Gold Race et en finit quatrième. Rotem Gafinovitz remporte le titre de championne d'Israel du contre-la-montre. Finalement, Marianne Vos est troisième des classements UCI et World Tour. WaowDeals est cinquième du classement World Tour et septième du classement UCI.

### Saison 2019

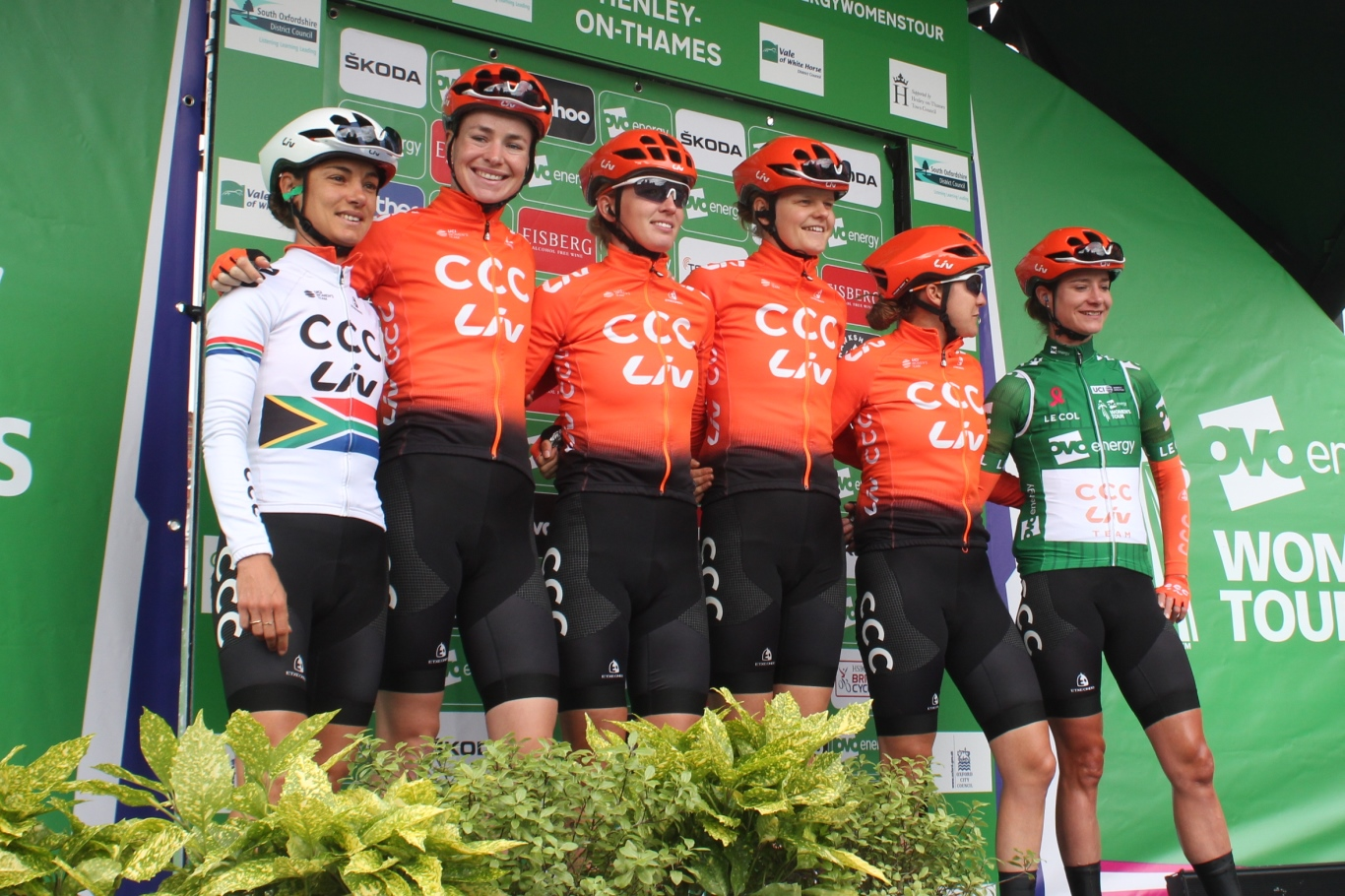
Équipe au Women's Tour

La principale recrue est la grimpeuse sud-africaine Ashleigh Moolman. Danielle Rowe, Monique van de Ree, Anouska Koster  et Rotem Gafinovitz quittent la formation.
La saison marque le retour de Marianne Vos au tout premier plan. Elle remporte tour d'abord le Trofeo Alfredo Binda, est troisième de l'Amstel Gold Race et quatrième de la Flèche wallonne. Au Women's Tour, elle remporte une étape et prend la tête du classement général avant de chuter et de devoir abandonner. Au Tour d'Italie, elle fait carton plein en s'imposant sur quatre des dix étapes. Elle gagne ensuite avec la manière La course by Le Tour de France, le Tour de Norvège et le Tour de l'Ardèche. Ashleigh Moolman, est troisième du Tour de Californie et quatrième du Tour d'Italie. Riejanne Markus remporte la médaille d'or en relais mixte avec les Pays-Bas aux championnats d'Europe et du monde. Marta Lach gagne une étape du Festival Elsy Jacobs. Pauliena Rooijakkers s'illustre sur le Tour de Thuringe et au Tour d'Italie, elle est également troisième de la Classique de Saint-Sébastien. Marianne Vos est deuxième du classement UCI et remporte le classement World Tour grâce à sa troisième place sur le Tour du Guangxi. CCC-Liv est sixième et cinquième de ces classements.

### Saison 2020

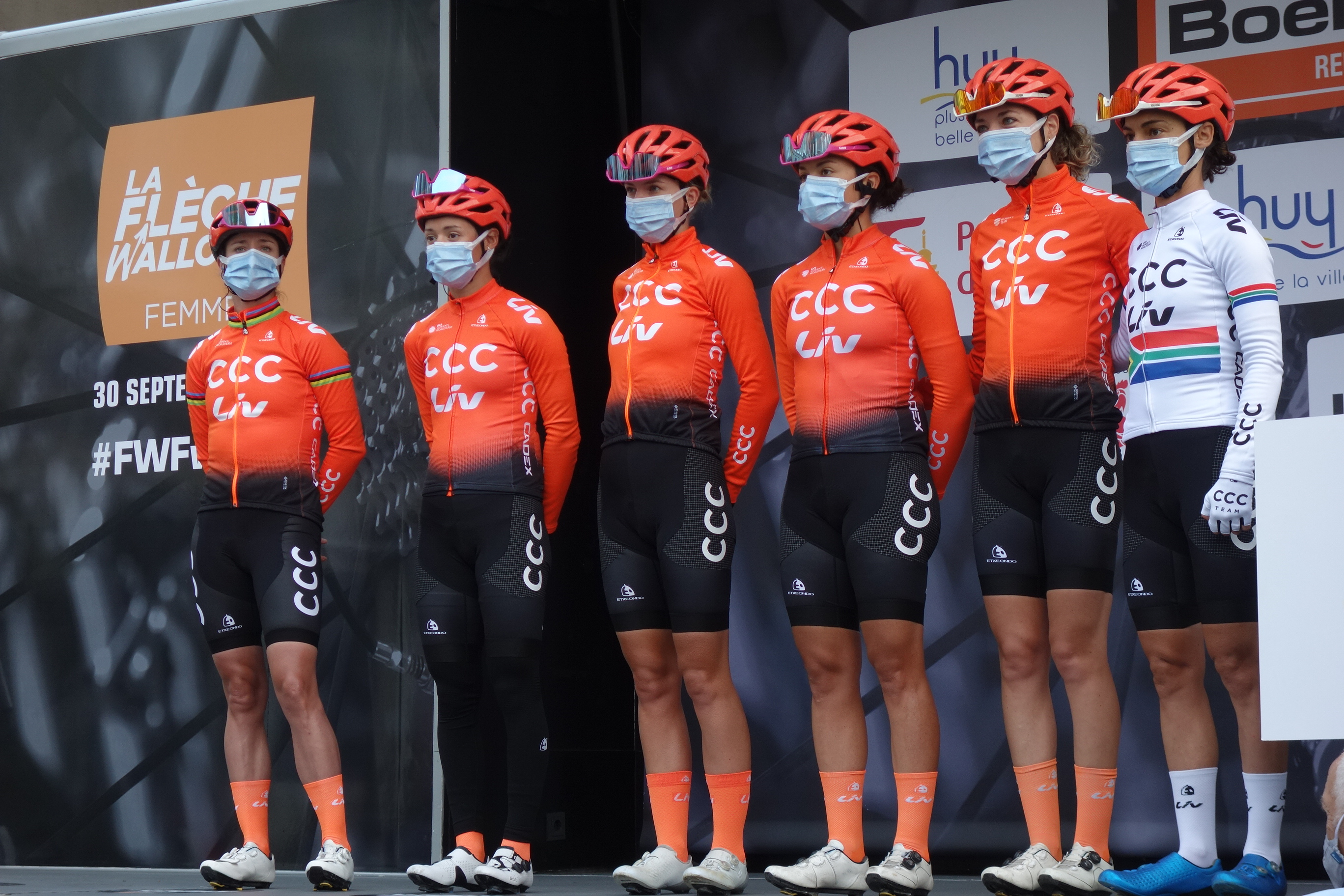
Au départ de la Flèche wallonne

L'équipe enregistre quatre arrivées avec Soraya Paladin, Sofia Bertizzolo, Marta Jaskulska et Aurela Nerlo. Marianne Vos réalise un Tour d'Italie de premier plan en remportant trois étapes et en gagnant le classement par points. Elle est quatrième du championnat du monde dans un scénario ouvert ne l'avantageant pas. Elle est battue à La course by Le Tour de France par Elizabeth Deignan en démarrant son sprint de trop loin. Elle est quatrième de Liège-Bastogne-Liège. Ashleigh Moolman est sixième du Tour d'Italie et de la Flèche wallonne en plus de remporter ses deux titres nationaux. Sofia Bertizzolo est cinquième du sprint aux Trois Jours de La Panne. Marta Lach est septième du Grand Prix de Plouay. Marianne Vos est sixième des classements UCI et World Tour, CCC-Liv sixième du premier classement et cinquième du second.

### Saison 2021
Au 1er janvier 2021, CCC cesse son partenarait et l’équipe devient Liv Racing. Leader de l’équipe de 2007, Marianne Vos quitte l’équipe, tout comme la co-leader Ashleigh Moolman. La principale recrue est Lotte Kopecky.
Lotte Kopecky confirme les espoirs placés en elle. Elle se classe quatrième du Circuit Het Nieuwsblad avant de gagner le Samyn. Elle est quatrième des Trois Jours de la Panne et seconde de Gand-Wevelgem. Elle réalise le doublé sur route et en contre-la-montre aux championnats de Belgique. Elle remporte le Tour de Belgique et une étape du Ceratizit Challenge by La Vuelta. Alison Jackson s'illustre en remportant une étape du Simac Ladies Tour et en réalisant le doublé route et chrono sur les championnats du Canada. Soraya Paladin joue placée avec une cinquième place au Trofeo Alfredo Binda-Comune di Cittiglio et à l'Amstel Gold Race. Sofia Bertizzolo gagne La Classique Morbihan et se classe quatrième du Grand Prix de Plouay. Lotte Kopecky est huitième du classement mondial et seizième du World Tour. Liv Racing est respectivement septième et neuvième des deux classements par équipes.

### Saisons 2022-2023
La troisième place de Valerie Demey à l'Open de Suède Vårgårda et la victoire sur le championnat de République Tchèque de Tereza Neumanová sont les seuls résultats significatifs de la saison.
En juillet 2023, il est annoncé que l'équipe fusionnera avec Jayco AlUla en 2024, également une WorldTeam. Elle sera équipée de roues Liv. Le projet commun, qui sera dirigé par la société d'exploitation de Jacyo AlUla, GreenEdge Cycling, comprendra également une équipe de développement. Cela signifiait que l'équipe Liv Racing-Teqfind disparait après la saison 2023 et que la licence WorldTeam est réattribuée par l'UCI pour la saison 2024.

## Classements UCI
Ce tableau présente les places de l'équipe au classement de l'Union cycliste internationale en fin de saison, ainsi que la meilleure cycliste au classement individuel de chaque saison.
| Classement UCI | Classement UCI         | Classement UCI                              | Classement UCI |
| Année          | Classement par équipes | Meilleure coureuse au classement individuel |                |
| -------------- | ---------------------- | ------------------------------------------- | -------------- |
| 2007           | 2e                     | Marianne Vos (1re)                          |                |
| 2008           | 5e                     | Marianne Vos (1re)                          |                |
| 2009           | 3e                     | Marianne Vos (1re)                          |                |
| 2010           | 2e                     | Marianne Vos (1re)                          |                |
| 2011           | 1re                    | Marianne Vos (1re)                          |                |
| 2012           | 1re                    | Marianne Vos (1re)                          |                |
| 2013           | 3e                     | Marianne Vos (2e)                           |                |
| 2014           | 1re                    | Marianne Vos (1re)                          |                |
| 2015           | 1re                    | Anna van der Breggen (1re)                  |                |
| 2016           | 2e                     | Anna van der Breggen (2e)                   |                |
| 2017           | 4e                     | Marianne Vos (3e)                           |                |
| 2018           | 7e                     | Marianne Vos (3e)                           |                |
| 2019           | 6e                     | Marianne Vos (2e)                           |                |
| 2020           | 6e                     | Marianne Vos (6e)                           |                |
| 2021           | 7e                     | Lotte Kopecky (8e)                          |                |
| 2022           | 13e                    | Rachele Barbieri (35e)                      |                |
| 2023           | 17e                    | Mavi García (35e)                           |                |
|                |                        |                                             |                |
| Source : UCI   |                        |                                             |                |

Ce tableau présente les places de l'équipe au classement de la Coupe du monde de cyclisme sur route féminine depuis 2007, ainsi que la meilleure cycliste au classement individuel de chaque saison.
| Coupe du monde | Coupe du monde         | Coupe du monde                              | Coupe du monde |
| Année          | Classement par équipes | Meilleure coureuse au classement individuel |                |
| -------------- | ---------------------- | ------------------------------------------- | -------------- |
| 2007           | 2e                     | Marianne Vos (1re)                          |                |
| 2008           | 5e                     | Marianne Vos (3e)                           |                |
| 2009           | 2e                     | Marianne Vos (1re)                          |                |
| 2010           | 3e                     | Marianne Vos (1re)                          |                |
| 2011           | 1re                    | Annemiek van Vleuten (1re)                  |                |
| 2012           | 1re                    | Marianne Vos (1re)                          |                |
| 2013           | 1re                    | Marianne Vos (1re)                          |                |
| 2014           | 1re                    | Marianne Vos (3e)                           |                |
| 2015           | 1re                    | Anna van der Breggen (2e)                   |                |
|                |                        |                                             |                |
| Source : UCI   |                        |                                             |                |

En 2016, l'UCI World Tour féminin vient remplacer la Coupe du monde.
| UCI World Tour | UCI World Tour         | UCI World Tour                              | UCI World Tour |
| Année          | Classement par équipes | Meilleure coureuse au classement individuel |                |
| -------------- | ---------------------- | ------------------------------------------- | -------------- |
| 2016           | 3e                     | Anna van der Breggen (7e)                   |                |
| 2017           | 6e                     | Katarzyna Niewiadoma (3e)                   |                |
| 2018           | 5e                     | Marianne Vos (2e)                           |                |
| 2019           | 5e                     | Marianne Vos (1re)                          |                |
| 2020           | 5e                     | Marianne Vos (6e)                           |                |
| 2021           | 9e                     | Lotte Kopecky (16e)                         |                |
| 2022           | 11e                    | Valerie Demey (54e)                         |                |
| 2023           | 14e                    | Mavi García (31e)                           |                |
|                |                        |                                             |                |
| Source : UCI   |                        |                                             |                |

## Principales victoires

### Grands tours
| - Tour d'Italie féminin - Participations : 9 (2007, 2011, 2012, 2013, 2014, 2015, 2016, 2017, 2018, 2019, 2020) - Victoires d'étapes : 35 - 1 en 2007 : Marianne Vos - 2 en 2010 : Marianne Vos (2) - 5 en 2011 : Marianne Vos (5) - 5 en 2012 : Marianne Vos (5) - 3 en 2013 : Marianne Vos (3) - 6 en 2014 : Marianne Vos (4), Annemiek van Vleuten (2) - 4 en 2015 : Lucinda Brand (2), Pauline Ferrand-Prévot (1), Anna van der Breggen (1) - 1 en 2016 : Thalita de Jong - 1 en 2018 : Marianne Vos (1) - 4 en 2019 : Marianne Vos (4) - 3 en 2020 : Marianne Vos (3) - Victoires finales : 4 - Marianne Vos : 2011, 2012 et 2014 - Anna van der Breggen : 2015 - Podium : 2016 (Anna van der Breggen) - Classements annexes : 10 - Classement par points : 2007, 2011, 2012, 2013, 2014 et 2020 (Marianne Vos) - Classement de la montagne : 2011 (Marianne Vos) - Classement des jeunes : 2014 (Pauline Ferrand-Prévot), 2015 et 2016 (Katarzyna Niewiadoma) | - La Grande Boucle féminine internationale - Participation : 1 (2009) - Victoire d'étape : 1 - 2009 : Marianne Vos - Victoire finale : 0 - Classements annexes : 2 - Classement par points : 2009 (Marianne Vos) - Classement des jeunes : 2009 (Marianne Vos) - Tour de l'Aude - Participations : 4 (2007, 2008, 2009, 2010) - Victoires d'étapes : 9 - 4 en 2007 : Marianne Vos (4) - 1 en 2008 : Sanne van Paassen - 3 en 2009 : Marianne Vos (3) - 1 en 2010 : Marianne Vos - Victoire finale : 0 - Podiums : 2009 (Marianne Vos) - Classement annexe : 2 - Classement de la meilleure jeune : 2009 (Marianne Vos) - Classement par points : 2009 (Marianne Vos) |

### Compétitions internationales
Marianne Vos avec le maillot de la sélection nationale néerlandaise a remporté plusieurs titres internationaux alors qu'elle appartenait à l'équipe. La Française Pauline Ferrand-Prévot a également été titrée à plusieurs reprises. Thalita de Jong compte un titre mondial en cyclo-cross.
| Jeux olympiques - Course aux points : 2008 (Marianne Vos) - Course en ligne : 2012 (Marianne Vos) Championnat d'Europe - Course en ligne : 2017 (Marianne Vos) - Course en ligne espoirs : 2006 et 2007 (Marianne Vos) - Cyclo-cross : 2009 (Marianne Vos) | Championnats du monde - Course en ligne : 2006, 2012, 2013 (Marianne Vos) et 2014 (Pauline Ferrand-Prévot) - Course aux points : 2008 (Marianne Vos) - Scratch : 2011 (Marianne Vos) - Cyclo-cross : 2006, 2009, 2010, 2011, 2012, 2013, 2014 (Marianne Vos), 2015 (Pauline Ferrand-Prévot) et 2016 (Thalita de Jong) - VTT : 2015 (Pauline Ferrand-Prévot) |

### Championnats nationaux
| Cyclisme sur route - Championnats d'Afrique du Sud sur route : 3 - Course en ligne : 2019 et 2020 (Ashleigh Moolman) - Contre-la-montre : 2020 (Ashleigh Moolman) - Championnats d'Australie sur route : 1 - Contre-la-montre : 2015 (Shara Gillow) - Championnats de Belgique sur route : 9 - Course en ligne : 2007 (Ludivine Henrion), 2010 et 2013 (Liesbet De Vocht), 2021 (Lotte Kopecky) - Contre-la-montre : 2009, 2011, 2012 et 2013 (Liesbet De Vocht), 2021 (Lotte Kopecky) - Championnats du Canada sur route : 2 - Course en ligne : 2021 (Alison Jackson) - Contre-la-montre : 2021 (Alison Jackson) - Championnats de France sur route : 9 - Course en ligne : 2014 et 2015 (Pauline Ferrand-Prévot) - Course en ligne espoirs : 2014 (Pauline Ferrand-Prévot) - Contre-la-montre espoirs : 2012, 2013 et 2014 (Pauline Ferrand-Prévot) - Contre-la-montre : 2012, 2013 et 2014 (Pauline Ferrand-Prévot) - Championnats de Norvège sur route : 1 - Course en ligne : 2006 (Linn Torp) - Championnats des Pays-Bas sur route : 15 - Course en ligne : 2006, 2008, 2009, 2011 (Marianne Vos), 2010 (Loes Gunnewijk), 2012 (Annemiek van Vleuten), 2013 (Lucinda Brand), 2014 (Iris Slappendel), 2015 (Lucinda Brand) et 2016 (Anouska Koster) - Contre-la-montre : 2010, 2011 (Marianne Vos), 2014 (Annemiek van Vleuten) et 2015 (Anna van der Breggen) - Championnats de Pologne sur route : 3 - Course en ligne : 2016 (Katarzyna Pawłowska), 2020 (Marta Lach) - Contre-la-montre : 2016 (Katarzyna Pawłowska) | Cyclisme sur piste - Championnats d'Allemagne sur piste : 4 - Course aux points : 2009 (Elke Gebhardt) et 2015 (Anna Knauer) - Omnium : 2014 et 2015 (Anna Knauer) - Championnats des Pays-Bas sur piste : 2 - Course aux points : 2007 (Marianne Vos) - Scratch : 2007 (Marianne Vos) Cyclo-cross - Championnats de France de cyclo-cross : 2 - Élites : 2014 et 2015 (Pauline Ferrand-Prévot) - Championnats des Pays-Bas de cyclo-cross : 7 - Élites : 2011, 2012, 2013, 2014, 2015 (Marianne Vos), 2016 (Thalita de Jong) et 2017 (Marianne Vos) VTT - Championnats de France de cross-country : 4 - Espoirs : 2012 et 2013 (Pauline Ferrand-Prévot) - Élites : 2014 et 2015 (Pauline Ferrand-Prévot) |

## Encadrement de l'équipe
| Année | Code UCI | Nom                                                           | Cat.       | Vélo     | Encadrement                                                                            |
| ----- | -------- | ------------------------------------------------------------- | ---------- | -------- | -------------------------------------------------------------------------------------- |
| 2006  | DSB      | Team DSB-Ballast Nedam                                        | élite 2    | Van Tuyl | Dir. sportif : -                                                                       |
| 2007  | DSB      | Team DSB Bank                                                 | WT         | Van Tuyl | Manager : Thijs Rondhuis Dir. sportif : Henk Heetebrij                                 |
| 2008  | DSB      | Team DSB Bank                                                 | WT         | Van Tuyl | Manager : Thijs Rondhuis Dir. sportif : Rudy Douma, Jan van Dam                        |
| 2009  | ARC      | DSB Bank-Nederland Bloeit                                     | WT         | Koga     | Manager : Arthur van Dongen Dir. sportif : Trudy van den Boom, Eric van den Boom       |
| 2010  | ARC      | Nederland Bloeit                                              | WT         | Koga     | Manager : Jeroen Blijlevens Dir. sportif : Eric van den Boom                           |
| 2011  | NLB      | Nederland Bloeit                                              | WT         | Stevens  | Manager : Jeroen Blijlevens Dir. sportif : Eric van den Boom                           |
| 2012  | RBW      | Stichting Rabo Women Cycling Team Rabobank Women Cycling Team | WT         | Giant    | Manager : Rik van Dongen Dir. sportif : Jeroen Blijlevens, Eric van den Boom           |
| 2013  | RBW      | Rabo Women Cycling Team                                       | WT         | Giant    | Manager : Harold Knebel Dir. sportif : Koos Moerenhout, Ruud Verhagen                  |
| 2014  | RBW      | Rabo-Liv Women Cycling Team                                   | WT         | Giant    | Manager : Koos Moerenhout Dir. sportif : Koos Moerenhout, Eric van den Boom            |
| 2015  | RBW      | Rabo-Liv Women Cycling Team                                   | WT         | Giant    | Manager : Eric van den Boom Dir. sportif : Koos Moerenhout, Sierk de Haan              |
| 2016  | RBW      | Rabo-Liv Women Cycling Team                                   | WT         | Giant    | Manager : Eric van den Boom Dir. sportif : Koos Moerenhout, Sierk de Haan              |
| 2017  | WM3      | WM3 Pro Cycling Team                                          | WT         | Ridley   | Manager : Eric van den Boom Dir. sportif : Jeroen Blijlevens, Eric van den Boom        |
| 2018  | WAD      | WaowDeals Pro Cycling Team                                    | WT         | Ridley   | Manager : Eric van den Boom Dir. sportif : Jeroen Blijlevens, Eric van den Boom        |
| 2019  | CCC      | CCC-Liv                                                       | WT         | Giant    | Manager : Eric van den Boom Dir. sportif : Jeroen Blijlevens, Eric van den Boom        |
| 2020  | CCC      | CCC-Liv                                                       | World Team | Giant    | Manager : Eric van den Boom Dir. sportif : Jeroen Blijlevens, Hugo Brenders            |
| 2021  | LIV      | Liv Racing                                                    | World Team | Giant    | Manager : Eric van den Boom Dir. sportif : Eric van den Boom, Lars Boom, Hugo Brenders |

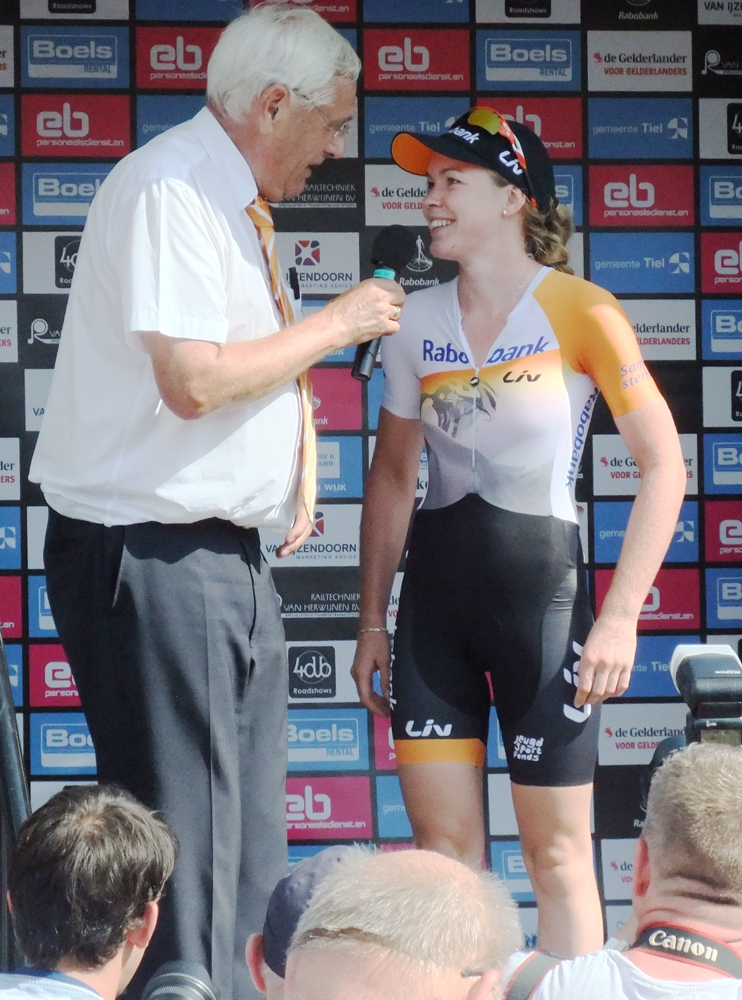
Anna van der Breggen est la principale recrue 2014

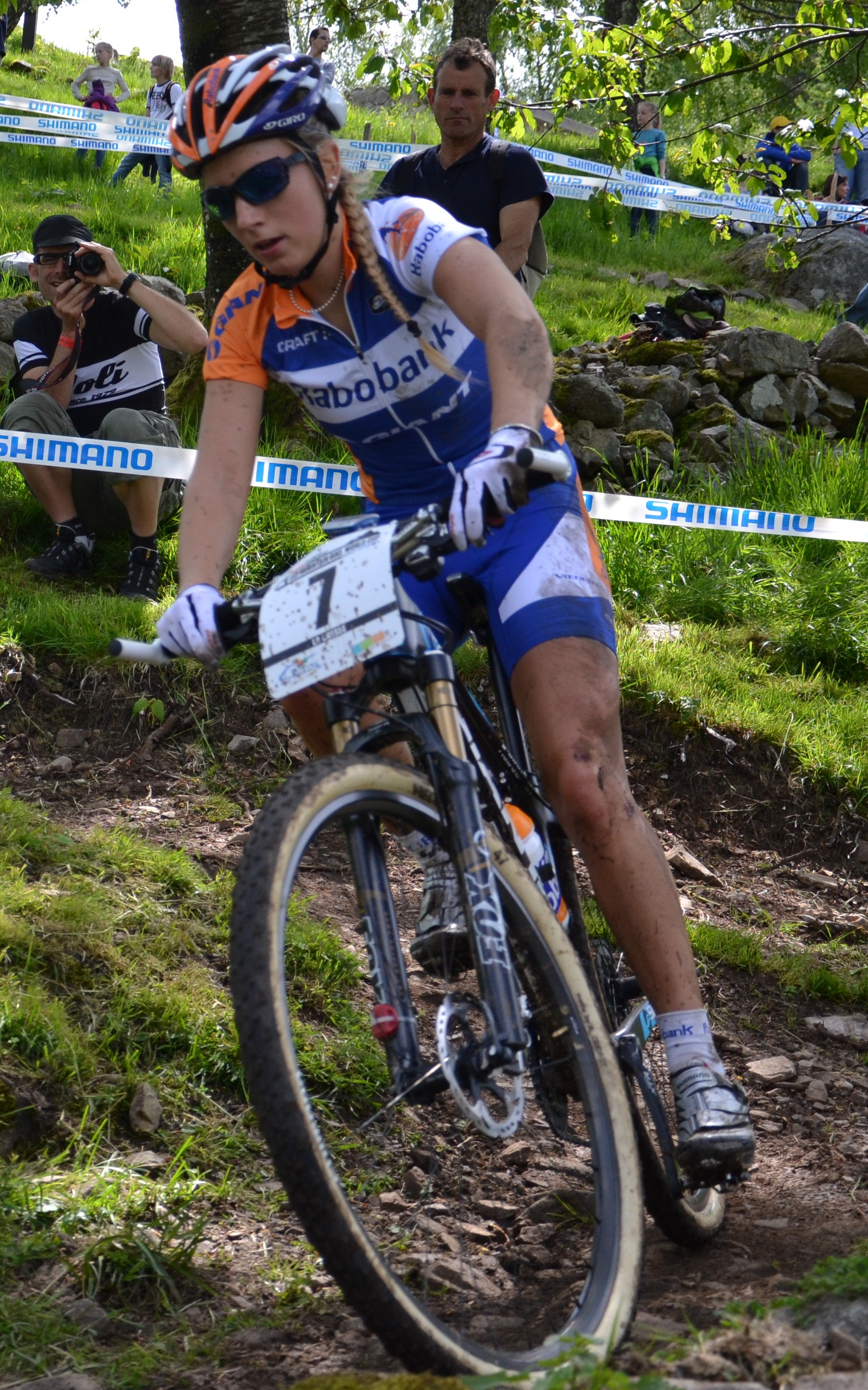
Pauline Ferrand-Prévot fait partie de l'équipe de 2012 à 2016

Jeroen Blijlevens est licencié en 2013 après avoir avoué avoir pris de l'EPO lors du Tour de France 1998. En 2017, il redevient le directeur sportif de l'équipe.

## Partenaires
De 2005 à 2009, le partenaire principal de l'équipe est la DSB Bank, mais celle-ci fait faillite en 2009. En 2006, Ballast Nedam, une entreprise de construction, est également partenaire. De 2009 à 2011, l'équipe s'appelle Nederland Bloeit qui est un collectif agricole.
De 2012 à 2016, le partenaire principal de l'équipe est la banque néerlandaise Rabobank. Le second partenaire de l'équipe est Liv, une marque de cycles du groupe Giant. En décembre 2015, Rabobank annonce arrêter son partenariat à la fin de l'année suivante. Marianne Vos décide pourtant de maintenir l'équipe sous le nom provisoire de Fortitude. À la fin de l'année 2016, il est annoncé que l'entreprise d'énergie néerlandaise WM3 devient partenaire principal de la formation,.

## Effectif actuel
| Effectif 2023            | Effectif 2023     | Effectif 2023 | Effectif 2023                     |
| Cycliste                 | Date de naissance | Pays          | Équipe précédente                 |
| ------------------------ | ----------------- | ------------- | --------------------------------- |
| Caroline Andersson       | 29 juillet 2001   | Suède         | Coop-Hitec Products (2022)        |
| Rachele Barbieri         | 21 février 1997   | Italie        | Bepink (2019)                     |
| Eva Buurman              | 7 septembre 1994  | Pays-Bas      | Tibco-Silicon Valley Bank (2021)  |
| Thalita de Jong          | 6 novembre 1993   | Pays-Bas      | Jegg-de Jonge Renner (2022)       |
| Valerie Demey            | 17 janvier 1994   | Belgique      | Lotto Soudal Ladies (2018)        |
| Mavi García              | 2 janvier 1984    | Espagne       | UAE Team ADQ (2022)               |
| Marta Jaskulska          | 25 mars 2000      | Pologne       |                                   |
| Jeanne Korevaar          | 24 septembre 1996 | Pays-Bas      | Jan van Arckel (2015)             |
| Ayesha McGowan           | 2 avril 1987      | États-Unis    |                                   |
| Tereza Neumanová         | 9 août 1998       | Tchéquie      | Centre mondial du cyclisme (2021) |
| Katia Ragusa             | 19 mai 1997       | Italie        | A.R. Monex Women's (2021)         |
| Silke Smulders           | 1 avril 2001      | Pays-Bas      | Lotto Soudal Ladies (2021)        |
| Sabrina Stultiens        | 8 juillet 1993    | Pays-Bas      | Sunweb (2017)                     |
| Quinty Ton               | 4 août 1998       | Pays-Bas      | GT Krush Tunap (2021)             |
| Amber van der Hulst      | 21 septembre 1999 | Pays-Bas      | Parkhotel Valkenburg (2021)       |
|                          |                   |               |                                   |
| Source : ProCyclingStats |                   |               |                                   |

## Liv Racing-Xstra en 2023
| Arrivées           | Équipe 2022  |
| ------------------ | ------------ |
| Caroline Andersson | Hitec-Coop   |
| Mavi Garcia        | UAE Team ADQ |

| Départs        | Équipe 2023  |
| -------------- | ------------ |
| Alison Jackson | EF-Tibco-SVB |

## Saisons précédentes
- Saison 2013
- Saison 2014
- Saison 2015
- Saison 2016
- Saison 2017
- Saison 2018
- Saison 2019
- Saison 2020
- Saison 2021
- Saison 2022